# Limnophila (Limnophila) perscita
Limnophila (Limnophila) perscita is een tweevleugelige uit de familie steltmuggen (Limoniidae). De soort komt voor in het Australaziatisch gebied.